# Desempleo tecnológico

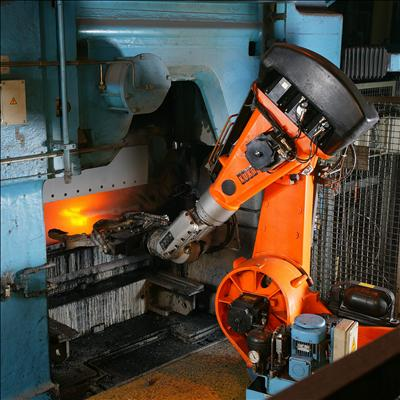
Proceso de automatización en la industria de la fundición: robot con brazo soldador.

El desempleo tecnológico es un fenómeno del sistema monetario y de mercado en su estado actual que se da cuando los avances en las tecnologías de producción y de servicios se introducen en las empresas, por lo general maquinaria automatizada, y su alto rendimiento y bajo coste a largo plazo en comparación con los trabajadores humanos.

## Desarrollo tecnológico y empleo
La ventaja diferencial de las formas de producción automatizadas se deben a la reducción de costos vinculado a pensiones, vacaciones pagadas, seguridad social; así como a la capacidad de extender la jornada de producción de turnos limitados a una jornada completa interrumpida solo para el mantenimiento de la maquinaria.  
Está asociado a la necesidad estructural de cualquier empresa de competir con los demás productos reduciendo el coste de producción al mínimo posible y mantener una alta calidad del mismo, para poder producir el producto más barato y de mayor calidad, haciendo posible que sea competitivo. De modo que las empresas que pueden permitírselo, para mantener su competitividad en el mercado global, adquieren sistemas automatizados para competir con los trabajadores humanos de otras empresas o tener ventaja frente a una maquinaria automatizada menos eficiente. Por lo tanto, la automatización de tareas es una forma de producir bienes de manera más efectiva, rápida, eficiente y barata para los empresarios que pueden hacerlo. Pero también se elimina más trabajos humanos de los que se producen, reduciendo el poder adquisitivo de los estratos sociales, en definitiva, dando lugar al desempleo tecnológico. Las clases altas adquieren los sistemas automatizados y reciben el beneficio monetario de ello, con la ayuda de cada vez menos trabajadores. Como consecuencia, aumentan sus beneficios y las clases medias y bajas lo pierden.  
Las empresas que no pueden permitirse adquirir esta tecnología automatizada deciden recortar personal, reducir el sueldo de los trabajadores, reducir su jornada y aumentar su productividad, o aumentar la jornada con el mismo salario para poder reducir costes y poder producir un producto más barato. De este modo, tratan de competir y sobrevivir en el mercado.  
Aunque es cierto que la tecnología "desaloja" los campos y traslada a la gente al área de servicios y se crean nuevos puestos de trabajo que requieren más preparación, según recientes y numerosos informes como de la universidad de Oxford, el número de puestos de trabajo que se crea es inferior al número de puestos de trabajo que se destruye por la automatización. Y si se crea, mayoritariamente es empleo precario, a tiempo parcial o poco remunerado.  

## Críticas sobre el desempleo tecnológico
Los críticos con este fenómeno afirman que ello es una falacia porque "el capital humano que es liberado de las tareas automatizadas puede emplearse en otros puestos de trabajo de mayor cualificación, y por tanto con salarios mayores y mejores jornadas laborales". Dependiendo del punto de vista que sea analizado, la tecnología puede ser vista como algo positivo o negativo en cuanto a los aportes que hace a la humanidad. Esta crítica, si bien parece válida, en realidad considera implícitamente que todo el trabajo eliminado será reemplazado por trabajo cualificado y mejor pagado, la realidad demuestra que es eliminado mucho más trabajo del generado. De hecho, si todo el trabajo eliminado fuese sustituido por la misma cantidad de trabajo mejor pagado, no tendría sentido la automatización ya que los costes de producción al automatizar una empresa no solo no se abaratarían sino que se incrementarían.
También se dice que el desempleo provocado por las máquinas es solo temporal, pues la mecanización lleva a un descenso de los costes de producción lo cual, debido a la competencia, lleva a un descenso de los precios y a un aumento del consumo. Este aumento del consumo hace necesario contratar a más trabajadores en la industria y en los servicios, lo que anula el desempleo tecnológico y permite a la población disfrutar de más bienes y servicios con el mismo dinero. Al final, lo que hacen las máquinas es sustituir el empleo en la industria o en la agricultura por empleos en el sector servicios o en nuevas industrias que se van creando. Prueba de esto son Japón, Corea del Sur y Singapur, los países con más robots por habitante, que tienen tasas de desempleo entre las más bajas del mundo.

## El futuro

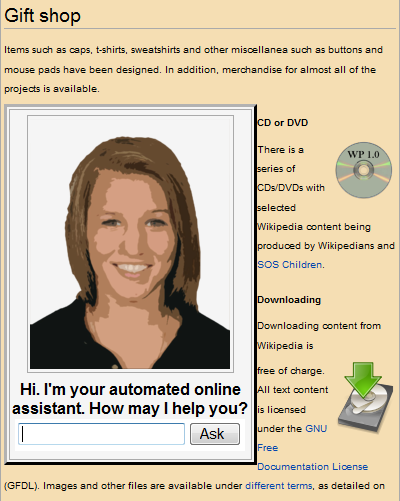
Un asistente automático en línea dando servicio de atención al cliente en un sitio web – una de las muchas aplicaciones primitivas de la inteligencia artificial.

Durante los próximos 20 años se espera que la mitad de los trabajos sean realizados por ordenadores y robots, tal como informa la universidad de Oxford, en un comienzo se reemplazarán trabajos más mecanizados como transporte, producción, administración, logística, venta, servicios y hasta la construcción. Luego se continuará reemplazando los trabajos de los especialistas gracias a los avances de la inteligencia artificial, tales como la ciencia, la ingeniería, el arte y la mercadotecnia. La Casa Blanca, en un informe al Congreso, ha puesto la probabilidad en un 83 por ciento de que un trabajador que gana menos de U$S 20 por hora en el 2010 eventualmente perderá su trabajo frente a una máquina. Incluso los trabajadores que ganan tanto como U$S 40 por hora tendrán unas probabilidades de un 31 por ciento de enfrentar esa posibilidad.

## Debate
Actualmente muchos plantean que la tecnología es un avance para la humanidad, que facilitan los procesos y dan comodidad a las personas, pero no se puede pasar por alto los empleos que finalmente podrían destruir. Desde la vereda de los científicos se plantea que los robots generarían empleos los próximos años tal como lo destaca la Federación Internacional de Robótica (IFR) en su texto "El impacto positivo de los robots industriales en el empleo", donde se menciona que en los próximos años los robots generaran entre 2 y 3,5 millones de empleos. Los más escépticos se muestran desconfiados, observando como en la actualidad la tecnología quita más y más puestos de trabajo, no queda más que esperar el desenlace de este debate que se ha desarrollado durante los últimos años, donde se observará realmente si los robots serán un aporte o una amenaza en los próximos años.